# Спейс-рок
Спейс-рок (англ. Space rock) — субжанр рок-музики. Спочатку так називали музику британських прогресивних і психоделічних рок-гуртів 1970-х, таких як «Hawkwind» і «Pink Floyd». Для цієї музики були характерні використання синтезаторів, науково-фантастичні тексти, повільні й тривалі інструментальні мелодії.
Пізніше так стали називати музику британських альтернативних рок-гуртів 1980-х, мелодійнішу порівняно з раннім спейс-роком 1970-х. Спейс-рок також справив великий вплив на такий альтернативний жанр, як шугейзинг.
Своє третє життя термін отримав вже у XXI столітті для означування музики, яка поєднала у собі ідей і звучання попередніх хвиль жанру. Стиль чітко прослідковується у творчості таких відомих рок-гуртів як Muse та Angels & Airwaves
Серед українських гуртів елементи space rock використовує Omana. Найбільше це помітно на їх дебютному EP «Пригоди Сковороди в Сузір'ї Великого Пса» 2016 року. Також у 2022 році в них вийшла потужна космічна рок балада «Вовки». 

## Представники
- Pink Floyd (рання творчість)
- Hawkwind
- Gong
- Space
- Starset
- Muse[3]
- Failure
- Zodiaks
- Angels & Airwaves
- Omana